# Isaiah Rodgers
Isaiah Rodgers Sr. (Tampa, 7 gennaio 1998) è un giocatore di football americano statunitense che milita nel ruolo di cornerback per i Minnesota Vikings della National Football League (NFL).

## Carriera

### Indianapolis Colts
Rodgers al college giocò a football all'Università del Massachusetts dal 2016 al 2019. Fu scelto nel corso del sesto giro (211º assoluto) del Draft NFL 2020 dagli Indianapolis Colts. Il suo primo touchdown lo segnò su un ritorno da 101 yard nella sconfitta della settimana 5 contro i Cleveland Browns. A fine stagione fu inserito nella formazione ideale dei rookie dalla Pro Football Writers Association dopo avere guadagnato 704 yard su ritorno.

### Philadelphia Eagles
Il 28 agosto 2023 Rodgers firmò con i Philadelphia Eagles.

## Palmarès

### Franchigia
- Super Bowl : 1

Philadelphia Eagles: LIX
- National Football Conference Championship:1

Philadelphia Eagles: 2024

### Individuale
- PFWA All-Rookie Team - 2020